# Machovská Lhota
Machovská Lhota (niem. Lhota Mölten) – przysiółek w Czechach, wchodzący w skład Machova, położony w Kraju kralovohradeckim, w powiecie Náchod.
Osada leży u podnóża Gór Stołowych na północ od Błędnych Skał. W przysiółku zachowało się kilka domów zrębowych, w tym murowane gospodarstwa typu broumowskiego. Na wschód od wsi na drodze do Karłowa położone było przejście graniczne na szlaku turystycznym Ostra Góra - Machovská Lhota.  

## Turystyka
Przez wieś prowadzą szlaki turystyczne:
- piesze
  -   żółty - od północnego zbocza Błędnych Skał do Broumowskich Ścian (czes. Broumovské stěny)
  -   niebieski – od skrzyżowania z  szlakiem z Pasterki do czerwonego szlaku za Machovem (szlak zmienił swój przebieg - początkowo biegł z dawnego przejścia granicznego na szlaku turystycznym).
- rowerowe
  - - Międzynarodowa Trasa "Ściany" fragment trasy z Karłowa do miasta Police nad Metují.

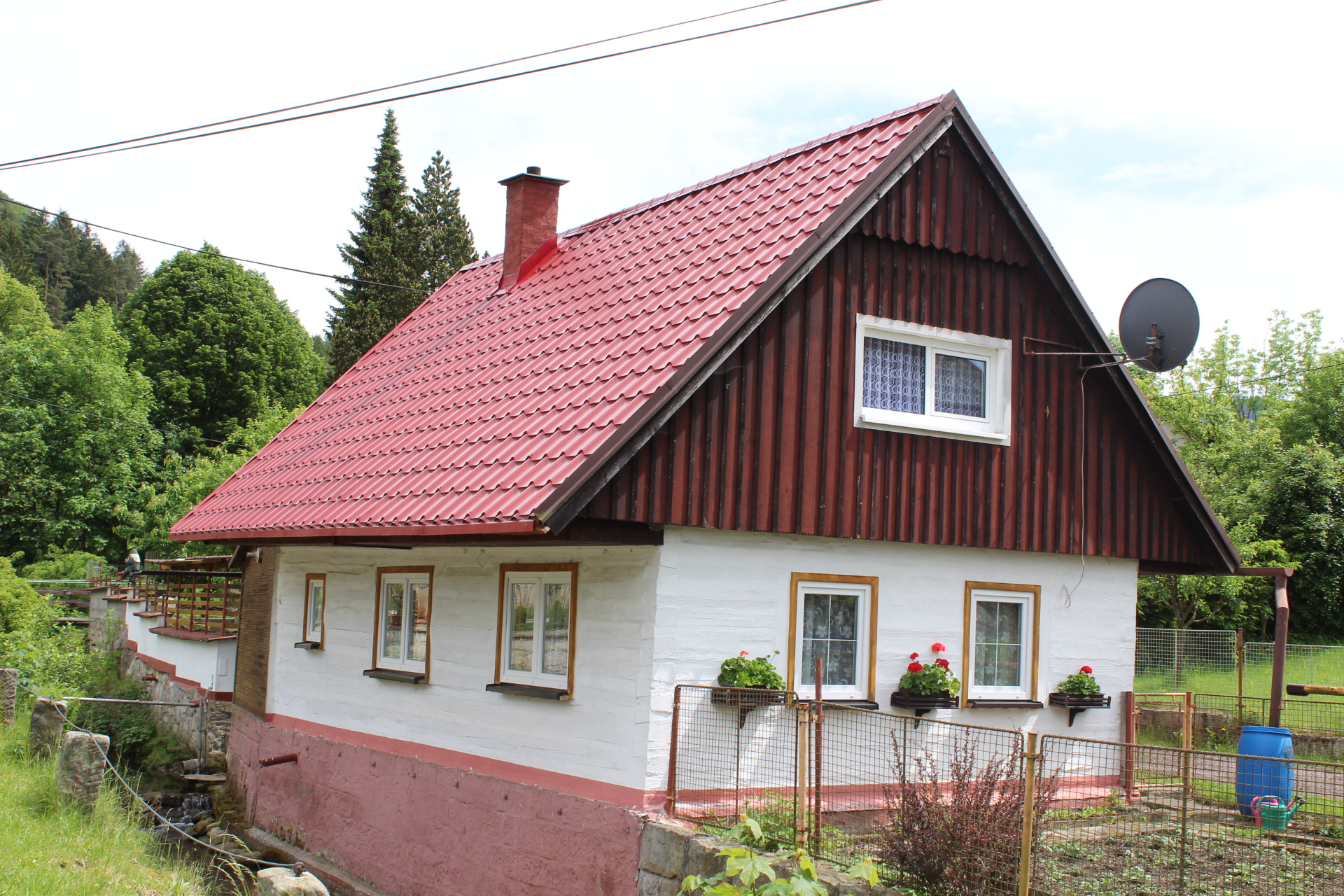
Dom
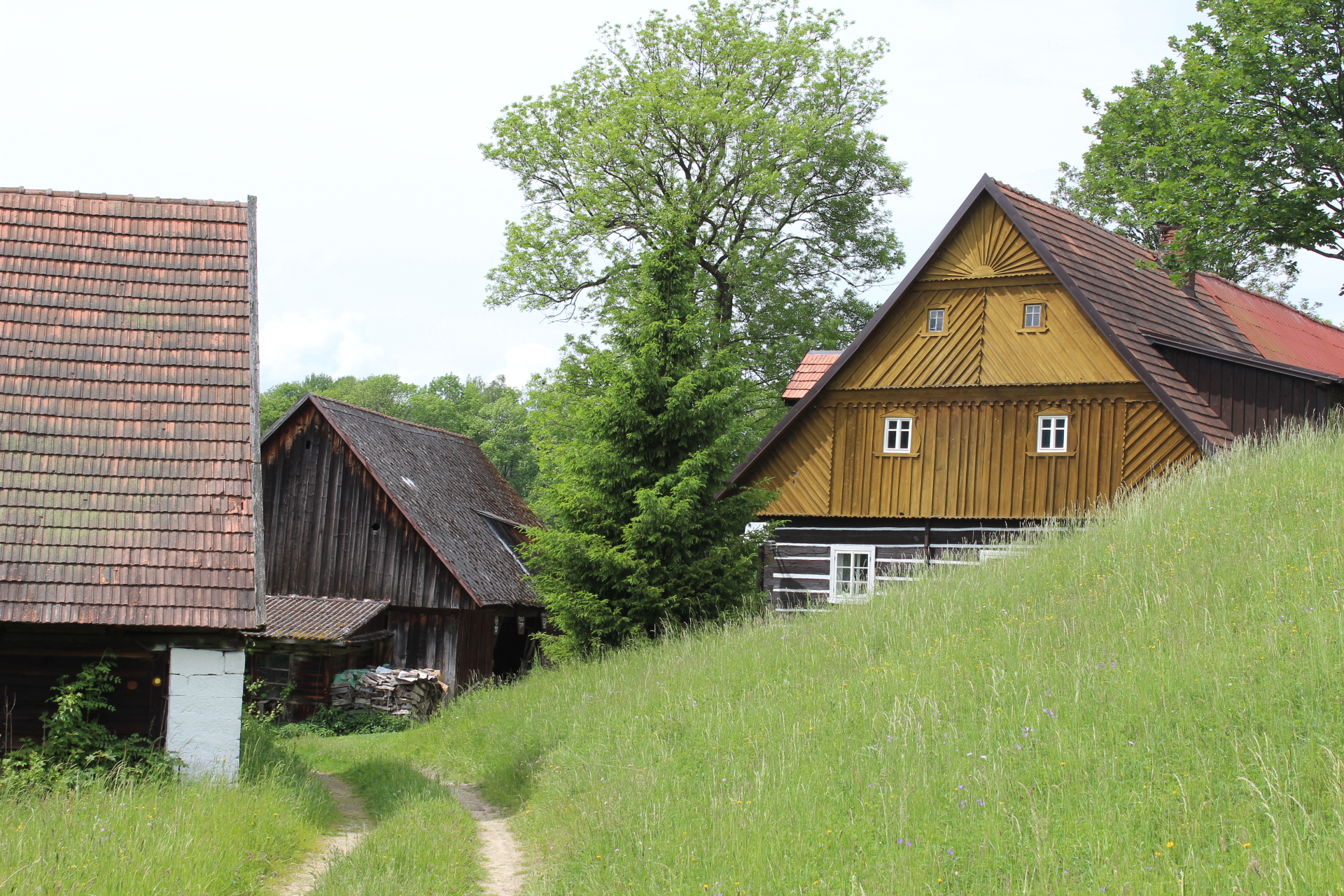
Dom
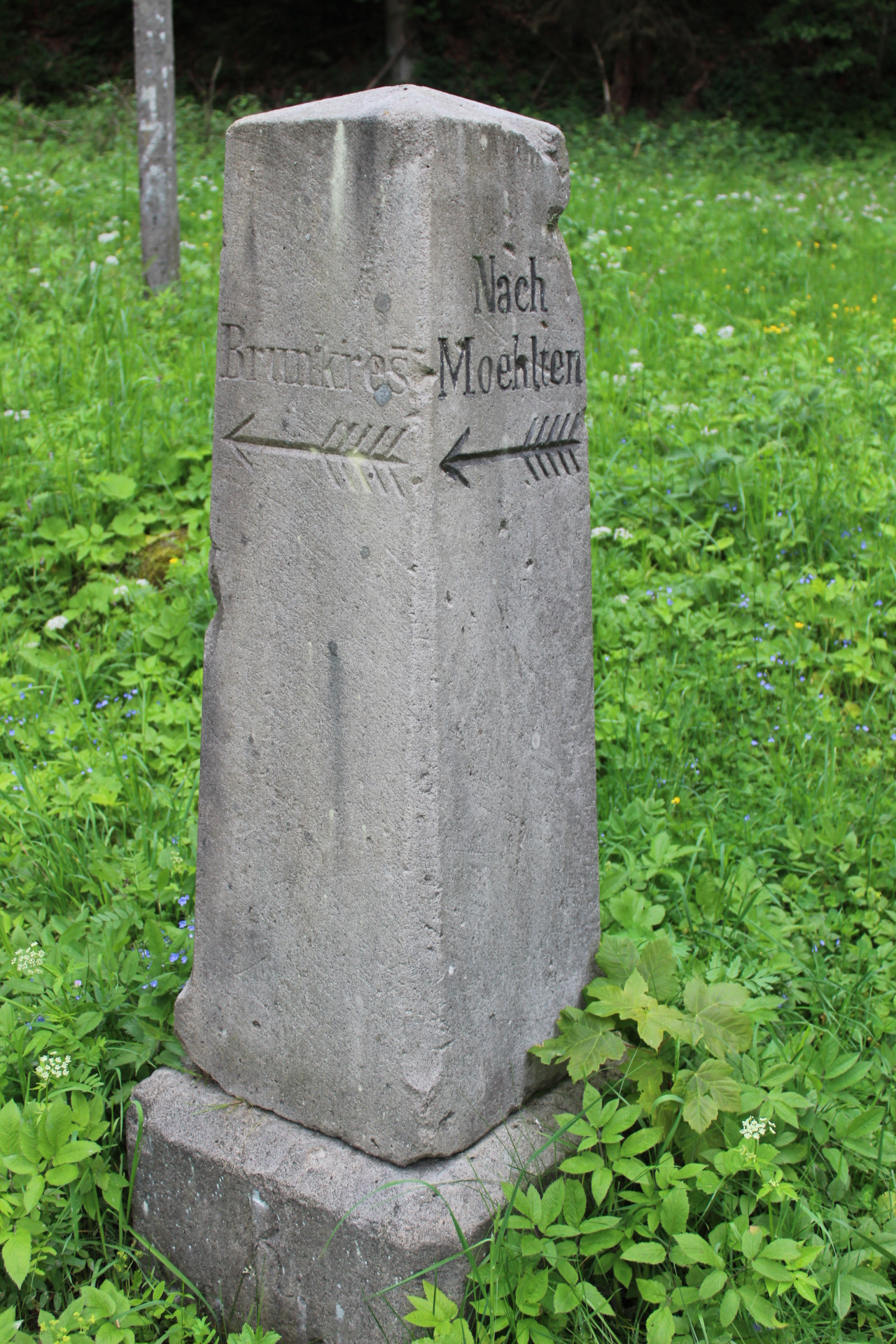
Znak
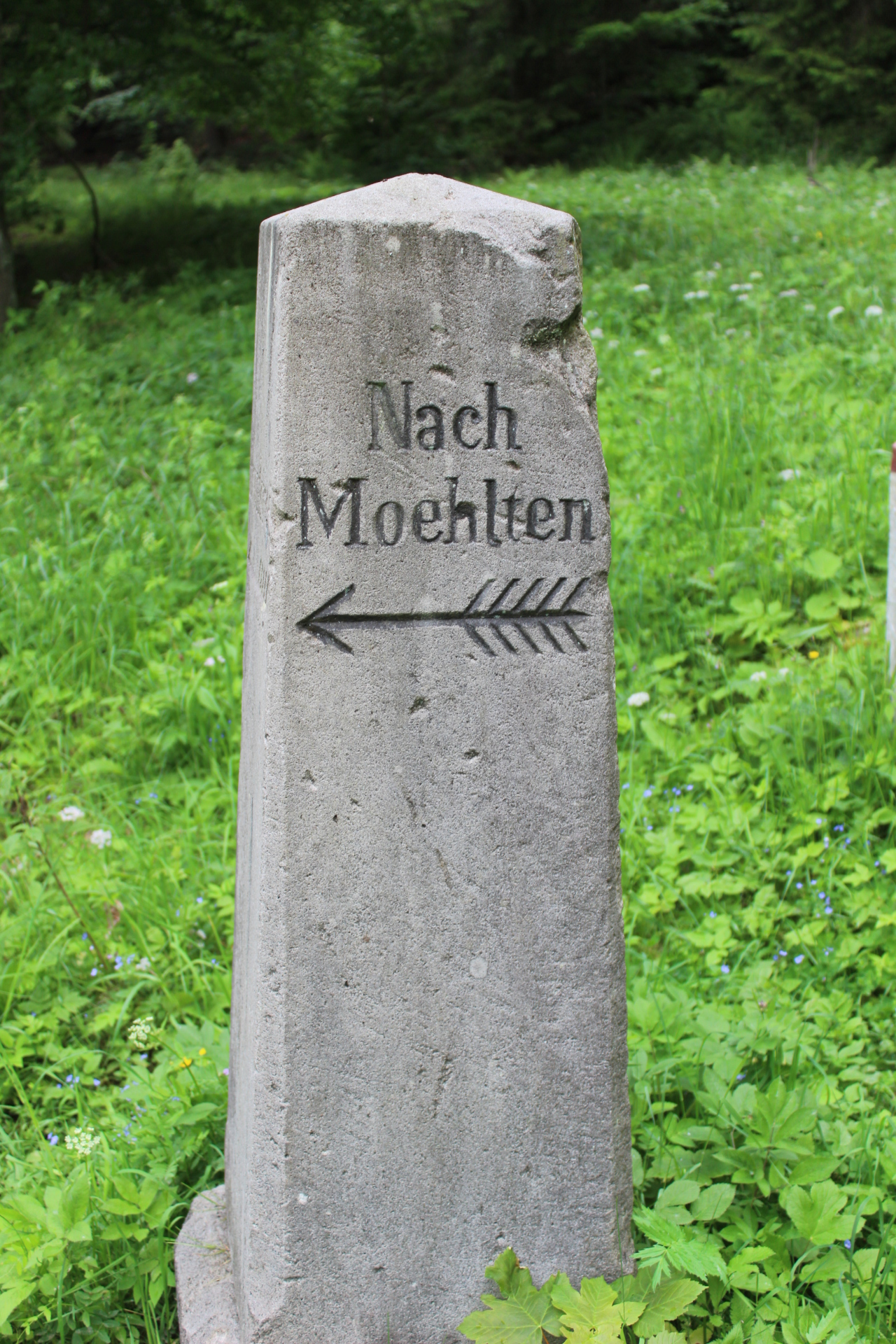
Znak
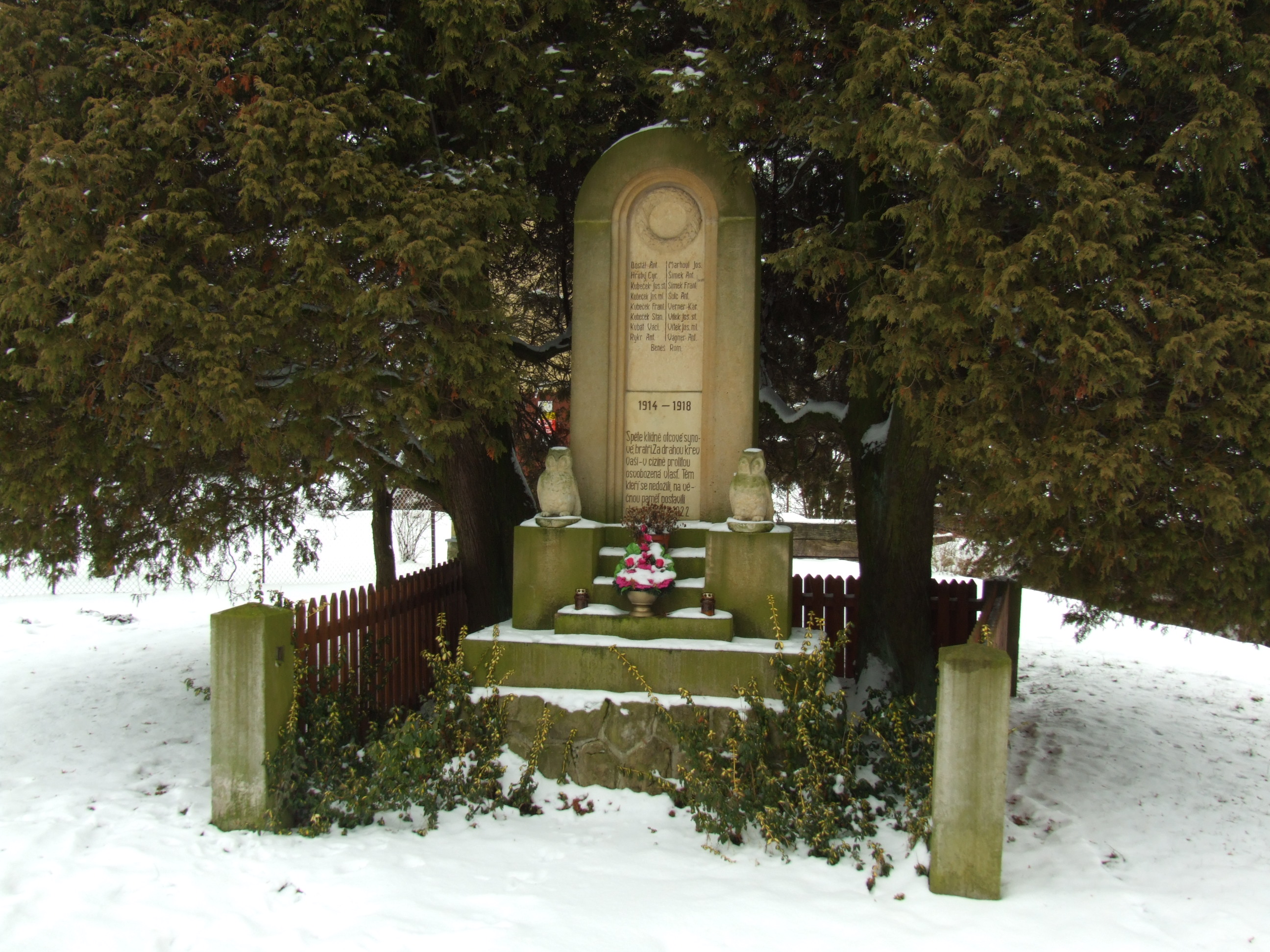
Pomnik poległych w I wojnie światowej